# Trematodon borbonicus
Trematodon borbonicus är en bladmossart som beskrevs av Bescherelle 1880. Trematodon borbonicus ingår i släktet tranmossor, och familjen Bruchiaceae. Inga underarter finns listade i Catalogue of Life.